# Pietro Ivanov
Pietro Ivanov, eigentlich Petar Ivanov, (* 30. August 1894 in Zara, Königreich Dalmatien; † 22. März 1961 in Civitavecchia) war ein italienischer Ruderer.
Ivanov wurde im Königreich Dalmatien geboren, einem Teil von Österreich-Ungarn. Nach dem Ersten Weltkrieg fiel seine Heimatstadt durch den Grenzvertrag von Rapallo an Italien.
Bei den Europameisterschaften 1923 gewann der italienische Achter mit Luigi Miller, Carlo Toniatti, Simeone Cattalinich, Pietro Ivanov, Giuseppe Crivelli, Francesco Cattalinich, Bruno Sorich, Latino Galasso und Steuermann Vittorio Gliubich den Titel vor dem Boot aus der Schweiz. Im Jahr darauf trat der italienische Achter bei den Olympischen Spielen mit Antonio Cattalinich, Francesco Cattalinich, Simeone Cattalinich, Giuseppe Crivelli, Latino Galasso, Pietro Ivanov, Bruno Sorich, Carlo Toniatti und Vittorio Gliubich an. Hinter den Booten aus den Vereinigten Staaten und aus Kanada gewann der italienische Achter die Bronzemedaille vor den Briten.
Ivanov gehörte dem Ruderklub Diadora in seiner Heimatstadt Zara an. Später war Ivanov Cheftrainer beim Ruderklub VK Krka Šibenik.